# 1609 en France
Chronologie de la France
- 1605
- 1606
- 1607
- 1608
- 1609
- 1610
- 1611
- 1612
- 1613

## Événements
- 15 février : interdiction de l’exportation des monnaies d’or et d’argent[1].

- 2 mai : arrivage de 300 ballons de fer de Catalogne par Collioure à Marseille par Collioure. La ville reçoit également du charbon d’Alès, qui alimente ses forges et sert au chauffage[2].

- 26 juin : publication au Parlement de Paris de l’édit du Roi sur la prohibition des querelles et duels, donné à Fontainebleau au mois de juin[3].

- Juillet : affaire des duchés de Clèves, de Berg et de Juliers. Après la mort sans héritiers de Jean-Guillaume de Clèves le 25 mars, l’empereur Rodolphe II séquestre les duchés et charge les Espagnols des Pays-Bas de les occuper[4]. Le roi de France s’oppose au candidat de l’Autriche et semble décidé à la guerre contre l’Espagne.

- 2 juillet - 1er novembre :  Pierre de Lancre est chargé d'une mission dans la région basque du Labourd visant à « purger le pays de tous les sorciers et sorcières sous l'emprise des démons »[5].

- 5 août : l’édit de Nantes est enregistré par le Parlement de Rouen[6].
- Août : Sully tente une réforme monétaire qui déprécie fortement les monnaies étrangères. La cour des monnaies s’oppose à l’édit et le Parlement refuse de l’enregistrer[7]. Sully envisage de lever de nouveaux impôts impopulaires pour financer la guerre[8]. Henri IV lève des troupes en Suisse.

- 25 septembre : la journée du Guichet lance la réforme de Port-Royal par Mère Angélique Arnauld[9].
- 27 septembre : Lesdiguières devient maréchal de France[10].

- 29 novembre : Le jeune Condé enlève sa femme Charlotte de Montmorency vers les Pays-Bas pour la soustraire aux vues du roi[11].

- Jansénius rencontre à Paris le théologien Jean Duvergier de Hauranne qui lui fait connaître les thèses du maître de l’université de Louvain Baïus[12].
- Marie de Médicis exige d’être sacrée, mais le roi refuse[13].